# День российского кино
День российского кино — профессиональный праздник кинематографистов и любителей кинематографа в Российской Федерации. Отмечается ежегодно 27 августа.

## История праздника
Первый киносеанс состоялся в Российской империи 4 (16) мая 1896 года в петербургском саду «Аквариум».
2 (15) октября 1908 года произошёл первый показ восьмиминутного фильма русского производства «Понизовая вольница». Картина режиссёра Владимира Ромашкова (по мотивам русской народной песни о Стеньке Разине «Из-за острова на стрежень») открыла эру русского кино.
27 августа 1919 года Совет народных комиссаров РСФСР принял декрет о национализации (через безвозмездную экспроприацию) кинодела. С этого дня вся фотографическая и кинематографическая торговля, промышленность и кинотеатры РСФСР перешли в прямое ведение Народного комиссариата просвещения.
Согласно Указу Президиума Верховного Совета СССР № 3018-X от 1 октября 1980 года «О праздничных и памятных днях», в редакции Указа Верховного Совета СССР № 9724-XI от 1 ноября 1988 года «О внесении изменений в законодательство СССР о праздничных и памятных днях» (31 мая 2006 года эти указы утратили силу), было положено начало празднования дня советского кино.
В соответствии с указом (см. выше) 1980 года праздник назывался «День советского кино», а согласно указу 1988 года — «День кино». В годы перестройки праздник стал называться «День кино России», а своё нынешнее название: «День российского кино» обрёл позднее, после распада СССР.
За время существования праздника дата празднования неоднократно переносилась. Сначала её перенесли на 28 декабря, объединив с международным днём кино. По сути, как национальный праздник, День российского кино перестал существовать. Так продолжалось до 2001 года, до того момента, как в Службе кинематографии Министерства культуры России не решили, что российский кинематограф достоин таки иметь свой собственный праздник.
Глава Союза кинематографистов России Н. С. Михалков в мае 2002 года предложил отмечать этот день в последнюю пятницу сентября, когда проходит вручение премии Национальной российской академии кинематографических искусств и наук «Золотой орёл». Однако эта инициатива поддержана властью не была, и День российского кино решили и впредь отмечать 27 августа.